# اوژهورود
اوژهورود (به اوکراینی: Ужгород) شهری در استان زاکارپیتا در کشور اوکراین واقع شده‌است. جمعیت این شهر ۱۱۵,۵۴۲ نفر (۲۰۲۱ تخمینی) است.
- بِکِش‌چابا - مجارستان
- مسکو - روسیه
- اریول - روسیه
- پولا - کرواسی
- ییهلاوا - جمهوری چک
- کرولیس، اورگن - ایالات متحده
- دارمشتات - آلمان
- یاروسلاوف - لهستان